# Kokopo

Blick auf die Landungsbrücke von Herbertshöhe (vor 1910); im Hintergrund die Vulkane

Kokopo (bis 1919 Herbertshöhe) ist die siebtgrößte Stadt von Papua-Neuguinea und Hauptstadt der Provinz East New Britain auf der Insel Neubritannien.

## Geographie
Kokopo liegt 30 km von der ehemaligen Provinzhauptstadt Rabaul entfernt, ist erreichbar auf dem Kokopo-Highway und besitzt einen Flughafen.
Im Jahr 1980 hatte Kokopo 2.200 Einwohner. Nach dem verheerenden Ausbruch des Vulkans Tavurvur am 19. September 1994 flohen die meisten Einwohner Rabauls hierher und siedelten hier auf Dauer. In der Folge wurde Kokopo Provinzhauptstadt, da der Ort auf Grund seiner geschützten Lage mehr Sicherheit bot und bereits über eine städtische Infrastruktur verfügte. Im Jahr 2000 war Kokopos Bevölkerung auf 20.262 und damit fast auf das Zehnfache, verglichen mit dem Jahr 1980, angewachsen.
Zu Kokopo wird auch der Nachbarort Vunamami gerechnet, da beide Orte durch die Flüchtlinge aus Rabaul zusammengewachsen sind. Auch Vunapope gehört heute zu Kokopo.

## Geschichte
Kokopo hieß zur Zeit der Kolonie Deutsch-Neuguinea Herbertshöhe und war von 1899 bis 1910 Hauptstadt der ganzen Kolonie und Sitz des Gouverneurs.
Die weithin bekannte Unternehmerin Emma Kolbe (Königin Emma des Südpazifiks) hatte ein Haus in Kokopo, das jedoch im Zweiten Weltkrieg zerstört wurde. Auch Mitglieder ihrer Familie, so etwa ihre Schwester Phebe und deren Mann Richard Parkinson, erwarben um Kokopo herum umfangreichen Grundbesitz. Beide sind westlich der Stadt in Kuradui beerdigt.
Die Kreolsprache Unserdeutsch entstand um das Jahr 1900 in der Nähe der damaligen Stadt Herbertshöhe.

## Trivia
An diesem Ort und auf der nahe gelegenen Insel Kabakon spielt die Geschichte um den Aussteiger August Engelhardt, die von den Autoren Marc Buhl im Roman Das Paradies des August Engelhardt (2011) und Christian Kracht im Roman Imperium (2012) literarisch verarbeitet wurde.

## Persönlichkeiten
- Rabbie Namaliu (1947–2023), Politiker, Premierminister von Papua-Neuguinea
- Rellie Kaputin (* 1993), Leichtathletin